# Europacup II 1971/72
De 12de editie van de Beker der Bekerwinnaars werd door het Schotse Glasgow Rangers gewonnen tegen het Russische Dinamo Moskou.

## Voorronde
| Team #1       | Tot.      | Team #2        | 1ste wed | 2de wed |
| ------------- | --------- | -------------- | -------- | ------- |
| B 1909 Odense | 4 - 4 (u) | FK Austria/WAC | 4 - 2    | 0 - 2   |
| Hibernians FC | 3 - 2     | Fram Reykjavík | 3 - 0    | 0 - 2   |

## Eerste ronde
| Team #1                    | Tot.           | Team #2              | 1ste wed | 2de wed |
| -------------------------- | -------------- | -------------------- | -------- | ------- |
| Distillery FC              | 1 - 7          | FC Barcelona         | 1 - 3    | 0 - 4   |
| Hibernians FC              | 0 - 1          | Steaua Boekarest     | 0 - 0    | 0 - 1   |
| Servette Genève            | 2 - 3          | Liverpool FC         | 2 - 1    | 0 - 2   |
| TJ Škoda Pilsen            | 1 - 7          | Bayern München       | 0 - 1    | 1 - 6   |
| Limerick FC                | 0 - 5          | Torino Calcio        | 0 - 1    | 0 - 4   |
| KS Dinamo Tirana           | 1 - 2          | FK Austria/WAC       | 1 - 1    | 0 - 1   |
| Stade Rennais              | 1 - 2          | Rangers FC           | 1 - 1    | 0 - 1   |
| Sporting Clube de Portugal | 7 - 0          | SFK Lyn Oslo         | 4 - 0    | 3 - 0   |
| Zagłębie Sosnowiec         | 4 - 5          | Åtvidabergs FF       | 3 - 4    | 1 - 1   |
| Jeunesse Hautcharage       | 0 - 21         | Chelsea FC           | 0 - 8    | 0 - 13  |
| Beerschot VAV              | 8 - 0          | Anorthosis Famagusta | 7 - 0    | 1 - 0   |
| BFC Dynamo Berlin          | 2 - 2 ns (5-4) | Cardiff City         | 1 - 1    | 1 - 1   |
| Levski-Spartak             | 1 - 3          | Sparta Rotterdam     | 1 - 1    | 0 - 2   |
| Komlói Bányász             | 4 - 8          | Rode Ster Belgrado   | 2 - 7    | 2 - 1   |
| MP Mikkeli                 | 0 - 4          | Eskişehirspor        | 0 - 0    | 0 - 4   |
| Olympiakos Piraeus         | 2 - 3          | Dinamo Moskou        | 0 - 2    | 2 - 1   |

## Tweede ronde
| Team #1          | Tot.             | Team #2                    | 1ste wed | 2de wed |
| ---------------- | ---------------- | -------------------------- | -------- | ------- |
| FC Barcelona     | 1 - 3            | Steaua Boekarest           | 0 - 1    | 1 - 2   |
| Liverpool FC     | 1 - 3            | Bayern München             | 0 - 0    | 1 - 3   |
| Torino Calcio    | 1 - 0            | FK Austria/WAC             | 1 - 0    | 0 - 0   |
| Rangers FC       | 6 (uitgoals) - 6 | Sporting Clube de Portugal | 3 - 2    | 3 - 4   |
| Åtvidabergs FF   | 1 (uitgoals) - 1 | Chelsea FC                 | 0 - 0    | 1 - 1   |
| Beerschot VAV    | 2 - 6            | BFC Dynamo Berlin          | 1 - 3    | 1 - 3   |
| Sparta Rotterdam | 2 - 3            | Rode Ster Belgrado         | 1 - 1    | 1 - 2   |
| Eskişehirspor    | 0 - 2            | Dinamo Moskou              | 0 - 1    | 0 - 1   |

## Kwartfinale
| Team #1            | Tot.             | Team #2           | 1ste wed | 2de wed |
| ------------------ | ---------------- | ----------------- | -------- | ------- |
| Steaua Boekarest   | 1 - 1 (uitgoals) | Bayern München    | 1 - 1    | 0 - 0   |
| Torino Calcio      | 1 - 2            | Rangers FC        | 1 - 1    | 0 - 1   |
| Åtvidabergs FF     | 2 - 4            | BFC Dynamo Berlin | 0 - 2    | 2 - 2   |
| Rode Ster Belgrado | 2 - 3            | Dinamo Moskou     | 1 - 2    | 1 - 1   |

## Halve finale
| Team #1           | Tot.           | Team #2       | 1ste wed | 2de wed |
| ----------------- | -------------- | ------------- | -------- | ------- |
| Bayern München    | 1 - 3          | Rangers FC    | 1 - 1    | 0 - 2   |
| BFC Dynamo Berlin | 2 - 2 ns (1-4) | Dinamo Moskou | 1 - 1    | 1 - 1   |

## Finale
| Team #1    | Uitsl. | Team #2       |
| ---------- | ------ | ------------- |
| Rangers FC | 3 - 2  | Dinamo Moskou |